# Sociologie práva
Sociologie práva (nebo také právní sociologie) je nejčastěji chápána jako subdisciplína sociologie, nebo součást právních studií. Leží totiž na pomezí oborů práva a sociologie, proto ji nelze přesně vymezit. Významný norský sociolog Vilhelm Aubert v jednom ze svých děl prezentuje myšlenku, že sociologie i právo používají při popisování různých problémů velice podobnou frazeologii, a proto nelze přesně zařadit sociologii práva ani do jedné z těchto vědních disciplín. Nejasnou hranici mezi sociologií práva, sociologií a právnickými studiemi lze ukázat také na příkladu významného periodika Law &Society.3 Tento časopis totiž není primárně určen přímo pro sociology či teoretiky práva, ale spíše pro čtenáře, kteří se zajímají o téma vztahu mezi společností a právem. Nejasné vymezení sociologie práva hrálo důležitou roli i při jejím vzniku a následném formování, neboť docházelo k diskuzím a sporům o to, do jaké míry se jedná o subdisciplínu sociologie, a do jaké míry jde o součást právních věd. Toto nejasné umístění sociologie práva mezi sociologii a právo se projevuje i u samotných sociologů práva, kteří jsou často svým původním vzdělaním sociologové, nebo právníci. Avšak právě sociologie práva tyto dva druhy vzdělání spojuje. V praxi dochází tedy k tomu, že sociologové práva mohou bez problému pracovat na katedrách sociologie i katedrách práva. Bez ohledu na to, zda je sociologie práva definována jako subdisciplína v rámci sociologie, přístup v rámci právnických studií nebo výzkumný obor jako takový, zůstává závislá především na tradicích, výzkumných metodách a teoriích „hlavního“ oboru sociologie. V menším měřítku je také závislá na jiných společenských vědách, jako je například sociální antropologie, politologie, sociální politika a psychologie.

## Intelektuální původ
Kořeny sociologie práva sahají až k dílům předních sociologů a právníků z období přelomu 19. a 20. století. Vztah mezi právem a společností byl sociologicky zkoumán v klíčových dílech Maxe Webera a Émile Durkheima. Spisy o zákonech těchto klasických sociologů jsou dnes základem celé sociologie práva. Řada dalších vědců, zejména právníků, také použila sociální vědecké teorie a metody ve snaze rozvíjet sociologické teorie práva. Mezi tyto vědce lze zařadit jména jako Leon Petrazycki, Eugen Ehrlich a Georges Gurvitch.

## Historické kořeny sociologie práva
Názory odborníků na to, kde hledat kořeny sociologie práva se různí. Sociologie jako taková se ustavila v první polovině 19. století, nicméně ve vztahu k sociologii práva je možno zmínit Aristotela, Hobbese, Spinozu nebo Montesquiea. Sociologizující úvahy těchto autorů vychází z metafyzických základů, kupříkladu z principu přirozeného práva. Mezi významné představitele patří také Max Weber a Émile Durkheim. První jmenovaný dokonce právo jako hlavní obor vystudoval, což ovlivnilo jeho tvorbu. Ve svých pracích rád propojoval různé vědní okruhy a například svou dizertaci napsal na téma vývoj práva italských středověkých měst. Právem se později zajímal zejména v kontextu racionalizace a byrokratizace. Émile Durkheim viděl právo jako součást většího celku, do kterého spadala morálka a také náboženství. Durkheima rovněž fascinoval morální řád společnosti, a proto se zabýval právem. Právo zapracoval také do své koncepce vývojových stádií společnosti, kde s postupujícím věděním roste také množství zákonů, což dokládá na příkladu Lex Duodecim Tabularum, který dal za vznik rozsáhlým systémům klasického období římského práva. Za zmínku také německý právník Eugen Ehrlich, který bývá považován za zakladatele „socio-legalstudies.“ Ehrlich se odklání od právního pozitivismu a razí myšlenku důležitostí právního obyčeje. Rovněž kladl důraz na zachování rovnosti mezi účastníky soudního řízení a na nezávislost práva. Jeho názory se prosadily zejména ve Spojených státech, které byly vhodnější živnou půdou pro jeho teorie. V Evropě se v soudní praxi vžil spíše právní pozitivismus. V období po druhé světové válce vzkvétala sociologie zejména v USA. S významnou teorií přišel například H. Garfinkel, který se zabýval tím, jak rozhodují soudní poroty. Nicméně i v Evropě se prosadili sociologové zabývající se právem. Významná byla například debata mezi Niklasem Luhmanem a Jürgenem Habermasem. Do dnešních dnů se v sociologii práva neprojevila žádná vůdčí koncepce, a tak tato věda zůstává polyparadigmatická. Novodobý vývoj sociologie práva kopíruje vývoj novodobé sociologie. Objevily se například práce zabývající se sociologií práva ve vztahu k feminismu, globalizaci a dalším současným tématům.

## Sociologické přístupy ke studiu práva

### Moderní pojetí sociologie práva
Sociologie práva byla jasně stanovena jako akademický obor učení a empirického výzkumu v období po druhé světové válce. Po válce nebylo studium práva v sociologii hlavním tématem, přesto se někteří známí sociologové roli práva ve společnosti ve svých dílech věnovali. Například v práci Talcotta Parsonse je právo prezentováno jako základní mechanismus sociální kontroly. V reakci na kritiku vyvinutou proti funkcionalismu se objevily další sociologické perspektivy práva. Kritičtí sociologové vyvinuli perspektivu práva jako nástroj moci. Jiní teoretici v oblasti sociologie práva, jako je například Philip Selznick, však tvrdili, že moderní právo se stále více přizpůsobuje potřebám společnosti a musí se k němu přistupovat i z morálního hlediska. Další vědci, v čele s americkým sociologem Donaldem Blackem, vyvinuli vědeckou teorii práva, která staví na základu paradigmatu čisté sociologie. Stejně široká, avšak přesto odlišná, je teorie autopoiézních systémů německého sociologa Niklase Luhmanna, který představuje zákon nebo „právní systém“ jako jeden z deseti funkčních systémů (viz funkční diferenciace) společnosti.

### Právo a společnost
Právo a společnost (Law and Society movement) je americké hnutí, které bylo založeno po druhé světové válce především z iniciativy sociologů, kteří měli na studiu práva zvláštní zájem. Krátké odůvodnění vzniku tohoto hnutí nabízí citát Lawrence Friedmana, který řekl že „právo je masivní a životně důležitá přítomnost ve Spojených státech a je příliš důležité na to, aby mohlo být ponecháno právníkům.“ Zakladatelé hnutí Právo a společnost (Law and Society movement) se domnívali, že studium práva a právních institucí v jejich společenském kontextu by mohlo být vytvořit vědecký obor, který se vyznačuje svým závazkem k interdisciplinárnímu dialogu a multidisciplinárním výzkumným metodám. Založení Asociace práva a společnosti (Law and Society Association) v roce 1964 zaručilo kontinuitu ve vědeckých činnostech hnutí práva a společnosti a umožnilo jejím členům ovlivňovat právní vzdělávání a tvorbu politiky v USA.

### Sociologie práva ve Velké Británii
Sociologie práva bylo malé, ale rychle se vyvíjející se odvětví britské sociologie v době, kdy Campbell a Wiles sepsali výzkum zhodnocení práva a společnosti v roce 1976. Sociologie práva i přes slibný začátek bohužel zůstala malým odvětvím. Nicméně i tak vznikaly skvělé studie reprezentující množství sociologických tradic, ale také teoretických příspěvků. Mezi dva nejpopulárnější přístupy 60. a 70. let 20. století se řadí interakcionismus a marxismus.

### Symbolický interakcionismus a marxismus
Interakcionismus se stal populárním v Americe v 50. a 60. letech jako politicky radikální alternativa k strukturálnímu funkcionalismu. Namísto pohledu na společnost jakožto systém regulující a kontrolující činy jedinců, interakcionisté namítali, že sociologie by se měla zkoumat, co lidí dělají v určitých situacích, a jak rozumí svému vlastnímu jednání. Sociologie deviace, která zahrnuje témata jako zločin, homosexualitu a duševní poruchy, se začala zaměřovat na tyto teoretické debaty. Funkcionalisté si představovali zločin jako problém, který má být spravován systémem práva. Zastánci teorie nálepkování se naopak zaměřovali na legislativní proces a otázku: jak je zločin konstruován jako problém. Množství britských sociologů a několik výzkumníků na právnických univerzitách později čerpalo z těchto myšlenek v textech o právu a zločinu.
Nicméně nejvíce vlivným proudem tohoto období byl marxismus, který tvrdil, že nabízí vědecký a ucelený pohled na společnost jako celek, stejně jako strukturální funkcionalismus. Marxismus se ale více zaměřoval na třídní boj než hodnotový konsenzus. Tento přístup zaujmul mnoho mladých, levicově smýšlejících studentů práv, ale také nám přinesl několik zajímavých empirických studií. Mezi ně patří například studie historické, zabývající se problematikou nařízení, která upřednostňovala zájmy dominantních ekonomických skupin. Za zmínku stojí také pamětihodná etnografie Pata Carlena, která kombinuje analytické zdroje marxismu a interakcionismu, zvláště pak sociologii Erwinga Goffmana v textu o soudech nižší instance.

### Vyčlenění sociologického konspektu práva
Na rozdíl od tradičního pojetí práva sociologie práva nechápe právo jen jako systém norem, doktrín a rozhodnutí, které existují nezávisle na společnosti, ze které vzešly. Aspekt práva založený na pravidlech je zajisté důležitý, ale poskytuje neadekvátní základy pro popis, analýzu a porozumění práva v jeho sociálním kontextu. Právní sociologie tedy chápe právo jako soubor institucionálních procesů, který se postupně rozvíjel, až se vyvinul na základě a skrze interakci s kulturními, ekonomickými a sociopolitickými strukturami a institucemi. Jako moderní společenský systém se právo snaží získat a udržet si autonomii, aby fungovalo nezávisle na dalších společenských institucích a systémech jako je náboženství, politika a ekonomie. Dosud však zůstává s jinými institucemi historicky spjato. Jedním z cílů sociologie práva tedy zůstává vypracovat empirické metodologie schopné popsat a vysvětlit provázanost moderního práva s ostatními sociálními institucemi.
Některé vlivné přístupy k sociologii práva kritizují definici práva ve smyslu oficiálního práva. Z jejich úhlu pohledu je právo chápáno tak, že nezahrnuje jen právní systém, formální právní instituce a procesy, ale také mnohé neoficiální formy normativnosti a regulace, které jsou vytvářeny v rámci skupin, asociací a komunit. Sociologické studie práva tedy nejsou limitovány na analyzování toho, jak instituce právního systému reagují na sociální třídu, gender, rasu, vyznání, sexualitu a další společenské kategorie. Soustředí se také na to, jak spolu interagují členové různých skupin a „komunit“ jako například společenství právníků, byznysmenů, vědců, členů politických stran nebo členů mafie. Právo je ve zkratce studováno jako souhrnná a konstitutivní část sociálních institucí, skupin a komunit.

### Mimozápadní sociologie práva
Zájem o sociologii práva v západních zemích se dál šíří. Několik důležitých výzkumů vyprodukovali také Indičtí studenti. Celkově však nalézáme jen limitované množství prací na téma sociologie práva od výzkumníků z oblastí jako například Střední východ nebo centrální a severní Afrika. Globální rozšíření této disciplíny je tedy nerovnoměrné a koncentrované především v industrializovaných zemích s demokratickými politickými zřízeními. Dalo by se říci, že šíření této disciplíny závisí na národním bohatství, formě politického zřízení a celkovém bohatství státu. Nicméně žádný z těchto faktorů nevysvětluje tuto nerovnováhu.

### Československá sociologie práva
Mezi Masarykovy žáky patřil například Emanuel Chalupný, který posléze pokračoval v jeho odkazu. Patřil mezi přední zakladatele Sociologického ústavu, rovněž se angažoval v prohloubení sociologického pojmosloví. Jeho profesní činnost byla velice rozmanitá, věnoval se právnické i pedagogické činnosti. Chalupný byl také velice aktivním spisovatelem, mezi jeho nejznámější díla patří čtrnácti svazková „Sociologie,“ která dosud zůstává nejdůkladněji napsanou knihou z oboru sociologie v Česku. Vzhledem k Chalupného předešlé právnické činnosti, to byl člověk velice zběhlý vprávních otázkách fungování státu, a tím pádem se ve své tvorbě zaobíral především nedostatky fungování psaného práva v praxi. Mezi jiným se věnoval například důsledkům zavedení porotních soudů či zákonům na ochranu chudých. Zde měl tedy navrch oproti klasikům jako jsou Durkheim či Spencer, jelikož na rozdíl od nich, Chalupný čerpal při svých sociologických průzkumech i ze svých bohatých zkušeností z oboru, nejen ze studia knih. Tento přístup nicméně měl rovněž své nedostatky, vzhledem k tomu, že Chalupný častokrát upřednostnil příklady zpraxe systematičtějšímu výzkumu. Dalším z významných zastupitelů československé sociologie je Inocenc Arnošt Bláha. Jeho i Chalupného metodologie v oboru sociologie má mnohé podobnosti. Na rozdíl od Chalupného však Bláha staví ve své práci na vztahu práva a morálky, kde propaguje myšlenku, že právo existuje právě skrze morální zásady. Po roce 1989 se na našem území etablovala další generace sociologů, mezi něž patří například Jiří Přibáň či Michal Šejvl.

## Současné perspektivy

### Právní pluralismus
Právní pluralismus je koncept vyvinutý právními sociology a sociálními antropology k popsání mnoha jeho vrstev, většinou s jinými zdroji legitimity, které existují v rámci jednoho státu nebo společenství. Právní pluralismus je definován také jako situace, při které dva nebo více právních systémů koexistují na stejném poli. Právní pluralisté definují právo ze široka. Nejen jako soustavu soudů jištěných vymahatelnou mocí státu, ale i jako neprávní formy normativních nařízení. Právní pluralismus se skládá z různých metodologických přístupů a jako koncept zahrnuje rozmanité a často zpochybňované perspektivy na právo.

### Globalizace
Globalizace bývá často definována v rámci ekonomických procesů, které zdůrazňují radikální kulturní vývoj na úrovni světové společnosti. Přestože je právo klíčovou přísadou procesu globalizace – a důležité studie práva a globalizace byly sepsány v 90. letech 20. století, bývá často důležitá role práva na vytvoření a udržení globalizačních procesů opomíjena na úkor sociologie globalizace.
Jak tvrdí Halliday a Osinsky: „Ekonomická globalizace nemůže být pochopena bez znalosti globálních obchodních regulací a právní konstrukce trhů, na kterých výrazně závisí. Kulturní globalizace nemůže být pochopena bez znalosti práv duševního vlastnictví, institucionalizovaných v mezinárodním právu. Globalizace ochrany zranitelných populací nemůže být pochopena bez přihlédnutí k vlivům mezinárodního trestního a humanitárního práva na rozhodování mezinárodních tribunálů. Globální soutěžení o instituce demokracie a budování státu nemohou být smysluplné, dokud nejsou považovány ve vztahu ke konstitucionalismu.“
Sociologicko-právní přístupy ke studiu globalizace a globální společnosti se často překrývají nebo využívají studií právních kultur a právního pluralismu.